# Ingrid Steeger

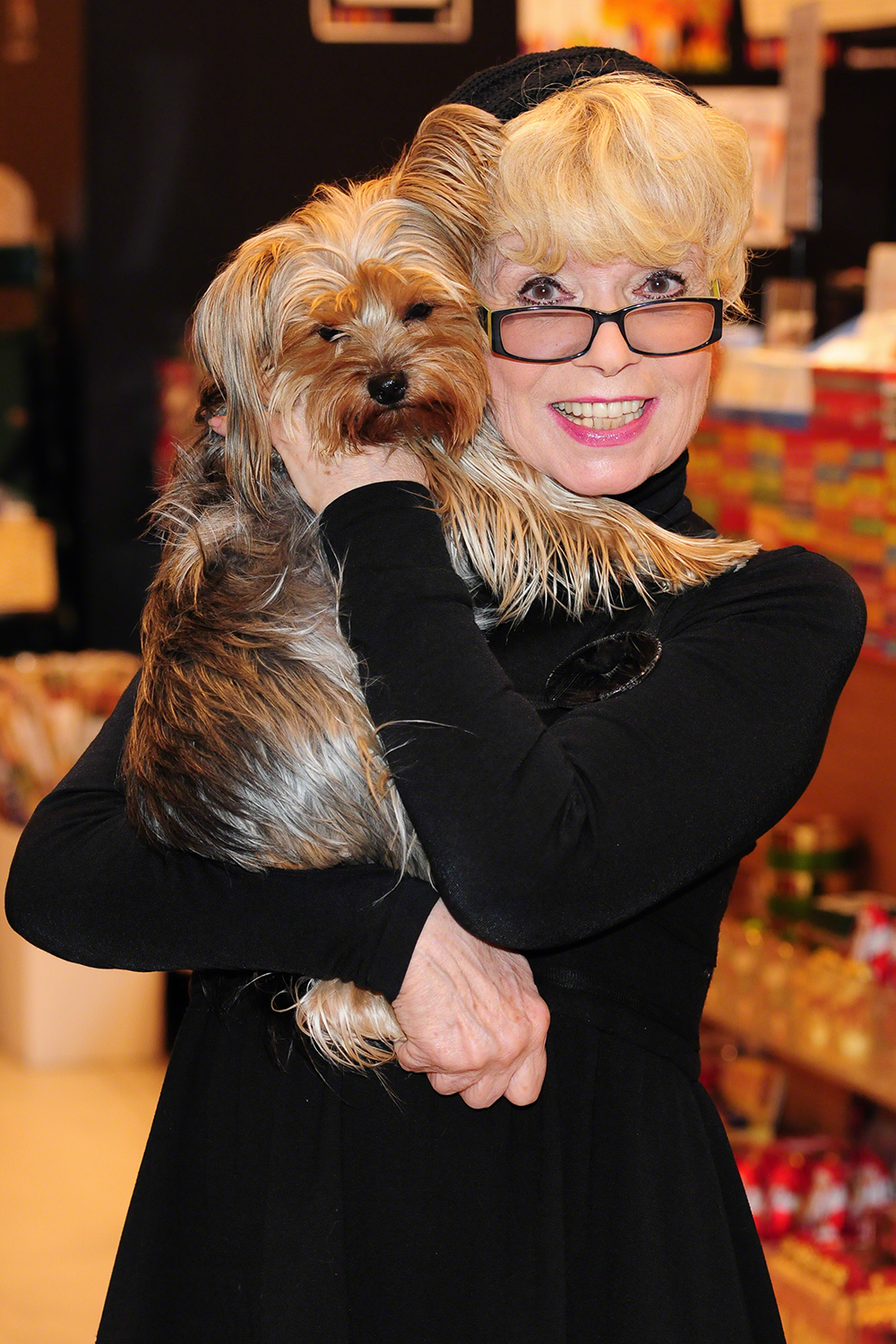
Ingrid Steeger (2013)

Ingrid Steeger (* 1. April 1947 als Ingrid Anita Stengert in Berlin; † 22. Dezember 2023 in Bad Hersfeld) war eine deutsche Kabarettistin, Schauspielerin und Sängerin. Einem breiten Publikum wurde sie durch die Fernsehserie Klimbim von Michael Pfleghar bekannt. Von 1966 bis 2006 stand sie in rund 100 Film- und Fernsehproduktionen vor der Kamera.

## Leben und Karriere

### Herkunft und Ausbildung
Ingrid Steeger wurde als drittes Kind einer Kaufmannsfamilie geboren. Sie besuchte zunächst die Handelsschule in West-Berlin und arbeitete dann als Sekretärin in einem Architekturbüro. Der Fotograf Frank Quade machte sie zum Fotomodell. In Berlin wurde sie zur Miss Filmfestival gekürt. 1968 legte sie sich den Künstlernamen Steeger zu.

### Film und Fernsehen
Zu Beginn ihrer schauspielerischen Laufbahn wurde sie als Darstellerin in Erotik- und Sexfilmen und als Ulknudel besetzt. Bundesweite Popularität erlangte sie durch die Fernsehserie Klimbim von Michael Pfleghar an der Seite von Elisabeth Volkmann, Horst Jüssen, Wichart von Roëll und Peer Augustinski. Die Serie lief von 1973 bis 1979. Im Rahmen der Fernsehsendung veröffentlichte sie 1975 das Schlageralbum Ingrid Steeger singt Klimbim. Im gleichen Jahr erschien eine erotische Fotoserie von Steeger im Playboy.
An der Seite von Iris Berben spielte sie 1978 als Nachtclubtänzerin Kikki eine der Titelrollen in der Fernsehserie Zwei himmlische Töchter, einem Ableger von Klimbim. Bei der Erstausstrahlung wurde Zwei himmlische Töchter mit der Comedyshow Die Gimmicks gekoppelt (ein Klimbim-ähnliches Ensemble, in dessen Nachtclub die Erlebnisse der himmlischen Töchter eingeleitet und resümiert wurden). In dieser Zeit erkannten auch die Hersteller der Marken Rolo und Old Spice ihr hohes Werbepotenzial und engagierten sie deshalb als Werbegesicht ihrer Produkte. Die Fotos machte der damals noch kaum bekannte Peter Lindbergh, der erst einige Jahre später mit seinen Frauenporträts größere Bedeutung erlangte. Damit war sie einer der ersten weiblichen deutschen Stars, die für Markenprodukte warben.
1985 besetzte Peter Fratzscher Steeger als Restaurantbesitzerin Lisa Strauber in der weiblichen Hauptrolle an der Seite von Franco Nero in der Filmkomödie André schafft sie alle.
Der Wechsel ins seriöse Fach gelang ihr unter anderem 1992 mit der Rolle als Mona in dem Fernseh-Vierteiler Der große Bellheim von Dieter Wedel.

### Theater
2004 erlebten Steeger und die Chaosfamilie mit denselben Darstellern wie in den 1970er Jahren unter dem Titel Die Klimbim-Familie lebt! eine Wiedergeburt auf der Bühne. Nach Jahren ohne nennenswerte Engagements und nach dem Ende der Theateraufführungen der Klimbim-Familie, bedingt durch den Tod von Elisabeth Volkmann (2006) und Horst Jüssen (2008) sowie einen Schlaganfall von Peer Augustinski, war Ingrid Steeger auf Arbeitslosengeld angewiesen. Ab Februar 2011 stand sie in dem Theaterstück Jackpot auf der Bühne der Komödie Kassel. Im Mai 2012 stand sie in der Kasseler Komödie erneut auf der Bühne, in dem Stück Gatte gegrillt. Von November 2012 bis Februar 2013 spielte sie in dem Stück Der Kurschattenmann im Theater am Dom in Köln. Im November 2014 präsentierte sie Herzgeschichten – Erotisches und heiter Besinnliches von Goethe bis Marilyn Monroe im Kammerspielchen in Solingen. 2019 war sie bei den Bad Hersfelder Festspielen in einer Inszenierung von Der Prozess (inszeniert von Joern Hinkel) als Fräulein Montag auf der Bühne zu sehen.

### Nach dem Rückzug von der Bühne

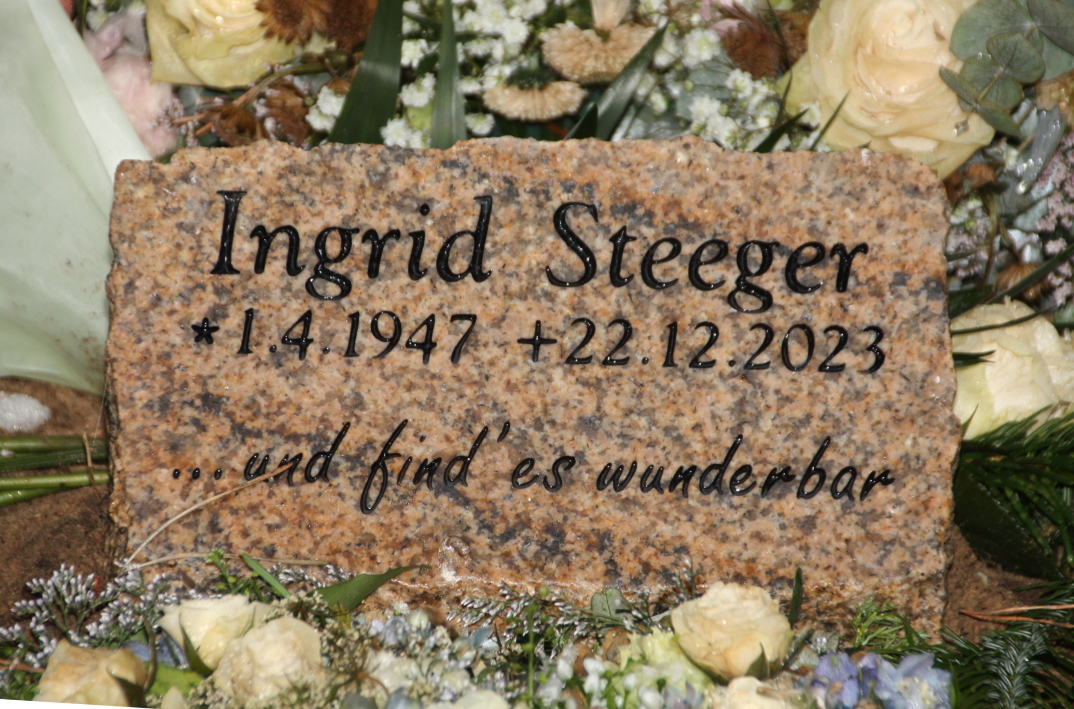
Grab auf dem Südwestkirchhof Stahnsdorf

Ab 2010 lebte sie zurückgezogen in München-Schwabing. Ab 2020 wohnte sie mit ihrer Schwester Jutta im hessischen Bad Hersfeld. Nach gesundheitlichen Problemen und einem Sturz im September 2022 lebte sie in einem Pflegeheim. Ingrid Steeger starb am 22. Dezember 2023 im Alter von 76 Jahren in einem Krankenhaus in Bad Hersfeld. Am 19. Januar 2024 wurde die Urne von Ingrid Steeger auf dem Südwestkirchhof Stahnsdorf bei Berlin beigesetzt.

### Privatleben
Steeger heiratete 1973 den Kameramann Lothar Elias Stickelbrucks, zwei Jahre später folgte die Scheidung. Ab 1974 war der Regisseur Michael Pfleghar ihr Lebensgefährte. 1977 ging sie mit dem Großwildjäger Peter Koenecke nach Kenia. Von 1983 bis 1987 lebte sie mit dem Schauspieler Jean-Paul Zehnacker zusammen und von 1988 bis 1992 war der Regisseur Dieter Wedel ihr Lebensgefährte. Nach der Trennung von ihm heiratete sie den US-amerikanischen Indianer und Umweltschützer Tom LaBlanc, 1995 folgte die Scheidung. Danach lebte sie ein Jahr lang mit dem Schauspieler Bernd Seebacher in Zürich zusammen. 1997 zog sie nach Hamburg. Über ihre schwierigen Beziehungen zu Männern schrieb sie das Buch Meine MANNschaft, das 2004 erschienen ist.
Steeger engagierte sich für geistig Behinderte und AIDS-kranke Kinder.

## Auszeichnungen
- 1975: Bravo Otto in Bronze für den beliebtesten TV-Star
- 1976: Bravo Otto in Silber
- 1976: Goldene Kamera der TV-Zeitschrift Hörzu
- 1977: Bravo Otto in Silber
- 1978: Bravo Otto in Gold
- 1990: Bambi

## Filmografie (Auswahl)

### Kino
- 1966: Karriere (A belles dents)
- 1968: Der Gorilla von Soho
- 1968: Der Partyphotograph
- 1969: Rat mal, wer heut bei uns schläft
- 1970: Die liebestollen Baronessen
- 1970: Oswalt Kolle: Dein Mann, das unbekannte Wesen
- 1970: Ich – ein Groupie
- 1971: Die Sex-Abenteuer der drei Musketiere
- 1971: Der lüsterne Türke
- 1971: Die Tote aus der Themse
- 1971: Blutjunge Verführerinnen
- 1971: Ehemänner-Report
- 1971: Die goldene Banane von Bad Porno
- 1971: Die Stewardessen
- 1971: Sonne, Sylt und kesse Krabben
- 1972: Zum zweiten Frühstück: Heiße Liebe
- 1972: Bettkarriere
- 1972: Blutjunge Verführerinnen 2
- 1972: Mädchen, die nach München kommen
- 1972: Hochzeitsnacht-Report
- 1972: Massagesalon der jungen Mädchen
- 1972: Schulmädchen-Report. 4. Teil: Was Eltern oft verzweifeln läßt
- 1972: Krankenschwestern-Report
- 1972: Blutjunge Verführerinnen 3
- 1973: Hausfrauen-Report international
- 1973: Liebe in drei Dimensionen
- 1973: Schulmädchen-Report. 5. Teil: Was Eltern wirklich wissen sollten
- 1973: Die Bett-Hostessen
- 1973: Junge Mädchen mögen’s heiß, Hausfrauen noch heißer
- 1973: Liebesmarkt
- 1974: Drei Männer im Schnee
- 1974: Ein langer Ritt nach Eden
- 1978: Zwei Kumpel in Tirol
- 1985: André schafft sie alle
- 2000: Paul Is Dead
- 2006: Goldene Zeiten

### Fernsehen
- 1972: Auf Befehl erschossen
- 1973: Der Kommissar – Das Komplott
- 1973–1979: Klimbim (Fernsehserie)
- 1974: Münchner Geschichten – Maulhelden
- 1975: Derrick – Hoffmanns Höllenfahrt
- 1975: Beschlossen und verkündet – Vater werden ist nicht schwer
- 1975: Beschlossen und verkündet – Herrn Wittichs Witwen
- 1978: Zwei himmlische Töchter (TV-Miniserie)
- 1980: Susi (TV-Miniserie)
- 1985: Die Krimistunde – Wer leistet mir Gesellschaft?
- 1985: Glücklich geschieden (Fernsehserie)
- 1986: Warten auf Hugo
- 1987: Derrick – Absoluter Wahnsinn
- 1988: Wilder Westen inclusive (TV-Miniserie)
- 1989: Pension Corona (Fernsehserie)
- 1990: Der neue Mann
- 1992: Glückliche Reise – Malediven (Fernsehreihe)
- 1993: Der große Bellheim (TV-Mehrteiler)
- 1993: Familie Heinz Becker – Im Supermarkt
- 1994: Geschichten aus der Heimat (Fernsehserie), Episode: Ich weiß nicht, was soll es bedeuten
- 1995: Zwei alte Hasen – Grandhotel
- 1996: Großstadtrevier – Der blonde Engel
- 1996: Rosamunde Pilcher – Eine besondere Liebe
- 1999: Die blaue Kanone
- 1999: Ein Fall für zwei – Blutige Noten
- 1999–2001: Freunde fürs Leben
- 2002: Gute Zeiten, schlechte Zeiten (Fernsehserie)
- 2002: Klinikum Berlin Mitte – Leben in Bereitschaft – Die grüne Fee
- 2004: Unser Charly – Charly und die Zebrafrau
- 2004: Edel & Starck – Eine Landpartie
- 2004: Crazy Race 2 – Warum die Mauer wirklich fiel
- 2005: Der Pfundskerl – Giftbrühe

## Fernsehshows (Auswahl)
- 1975: Treffpunkt Herz
- 1977: Morgen ist heute schon gestern (Silvestershow 1977/1978)[17]
- 1983: Wie wär’s heut’ mit Revue? (Co-Moderatorin von Harald Juhnke bis 1984)
- 1985: Willkommen im Club mit Harald Juhnke – Diverse Folgen
- 1997: Talk 2000

## Diskografie (Auswahl)

### Alben
- Ingrid Steeger singt Klimbim (Prom; 1975)
- Ich will keine Schokolade… Ich will lieber einen Mann… (Karussell; 1987)

### Singles
- Ich bin nicht der Mount Everest (Bellaphon; 1977)
- Franz-Josef, nimm die Finger weg! (Metronome; 1977)
- Der muss Rhein … (Prom; 1977)
- Fly Me. Titelmelodie aus der TV-Serie Zwei himmlische Töchter, eingespielt von Louis Kaplan & His Crew (Telefunken; 1978)

## Publikationen
- Ein Glückskind darf auch weinen. K(l)eine Bettgeschichten. Herbig, München 1989, ISBN 3-7766-1594-X (Autobiographie, aufgezeichnet von Julia Streitz-Dressler).
- mit Olaf Kriewald, Michael Overbeck (Illustrator): Meine MANNschaft. Flachmann, Hamburg 2003, ISBN 978-3-936467-06-2.
- mit Sibylle Auer: Und find es wunderbar. Mein Leben. Ehrenwirth, Köln 2013, ISBN 978-3-431-03872-9 (Autobiografie).